# デイ・オブ・ザ・デッド
『デイ・オブ・ザ・デッド』（原題：Day of the Dead）は、2008年のアメリカ映画。R-15指定。
ジョージ・A・ロメロの『死霊のえじき』のリメイク作品であるが、オリジナルとは大幅に設定が変更され、サバイバル・アクションの要素が強くなっている。人間だったころの性格が、ゾンビになってからも影響するというキャラクター設定が斬新。2005年に『デイ・オブ・ザ・デッド2』が制作されているが、本作とは関係ない。

## あらすじ
ある日、コロラド州の田舎町で風邪のような症状の伝染病が流行し始めた。そこに軍が現れ、「演習」と称して街を全面封鎖する。この田舎町の出身であるサラ＝クロス伍長は、演習へ参加するために部下たちと共にやってきていた。サラの母親も同様の症状を患い寝込んでおり、弟トレヴァーの友人カイルも伝染病に罹った可能性があった。そこでサラは母の付き添いを弟に任せ、自身はカイル宅を訪れることに。新兵の部下バドを伴ってカイルのもとを訪れるが、様子がおかしい。荒らされた寝室を調べると、カーテンの中から二つの死体が転がり落ちてきた。死体は損傷が激しく、原形がわからないくらいだった。サラは通報しようとしたが携帯電話が使えないため、無線を用いて上司のローズ大尉に報告。すると「妙な噂が広まらないように」ということで電話を止めてあるという。サラは病院に向かうことを告げ、ローズもそちらに用事があるということで合流することとなった。
院内は伝染病の患者で溢れ、医師たちは手が回らない状態であった。母の面倒はバドに任せ、サラはローズと合流。例の死体について事情を聞きたいというローガン博士と話をすることになった。一人残ったバドは母の面倒を見ていたが、まるで痴ほう症のようにボーっとするばかり。様子が変なのでサラを連れて来ることに。一方、トレヴァーとその恋人ニーナは、ニーナの父親の見舞いにやってきていた。やはり母と同じような症状が出ているという。本人は「鳥インフルエンザ」だと言ったが、直後ゾンビへと豹変。妻（ニーナの母）を喰い殺してしまう。トレヴァーとニーナが病室から抜け出すと、他の患者たちもゾンビと化し生者を喰らうという地獄絵図が展開されていた。ゾンビたちに追われる2人は辛くも病院を抜け出し、DJポールのラジオ局（自宅）へと逃げ込んだ。
サラたちも異変に気付くが時すでに遅く、ローズがゾンビに群れに喰われてしまう。サラはバドとローガンを伴って避難するが、ローガンがバドを突き飛ばして逃げていたため一触即発の状態になる。サラは怒るバドを落ち着かせ、脱出作戦を提案。ダクトを伝ってローズの死体から軍用車の鍵を回収することに。上手いことローズの死体から鍵を回収すると、そこへロッカーに隠れていたサラザールが現れる。彼は政府の指示で病院へ来ていたが、異変が起こってすぐにここへ避難したという。こうしてサラザールを加えた一行は再びダクトを伝って戻ろうとするが、直後、ゾンビ化したローズがサラに襲い掛かる。ダクトの中でローズに掴まれながら逃げるサラ。サラザールの手助けで難を逃れ、ローズは銃撃されたことで活動を終えた。しかし、バドはローズに手を噛まれてしまっていた。ゾンビ化を見越したサラザールはバドを射殺しようとしたが、必死で止めるサラに根負けし銃を引っ込める。そのまま脱出作戦を決行し、絶妙なコンビネーションでゾンビたちを撃破していく。しかしゾンビたちの攻撃は凄まじく、思うように車に近づけない。そんな中ローガンは空車に乗り込み、一行を置き去りにして逃げてしまう。取り残されたサラ、バド、サラザールにゾンビたちの牙が迫った。だがサラが事前に造っておいた火炎瓶でゾンビたちを焼き払い、その間に軍用車に乗って病院を後にした。
サラとサラザールが銃器店で弾薬を補充しているうちにバドはゾンビ化してしまったが、「菜食主義者」「自我が強く残っている」「噛まれてすぐに消毒した」などから人間に襲い掛かることはなく、サラザールの言葉もわかるようであった。故郷を出ようとしたサラだが、ラジオ局から助けを求める弟の声を聞き、方向転換。救出に向かう。だがその放送を聞いていたのはサラだけではなかった。サラの母は、その声に誘われるようにトレヴァーのもとを訪れる。母が生きていたと歓喜するトレヴァーだが、母は既にゾンビ化していた。絶望するトレヴァーに喰らい付くべく襲い掛かる母。直後、サラの運転する車に撥ね飛ばされその活動を終えた。
こうしてサラたちはトレヴァーとニーナを加え、安全な場所まで避難することに。封鎖をしている兵士たちのもとへ向かうが、既に彼らも全滅してゾンビ化していた。武装したゾンビ軍団を前に逃げるしかなく、サラは再び街中へ向けて車を走らせた。トレヴァーとニーナの提案で廃墟となっている基地へ移動することに。だがそこへ立ち塞がったのはトレヴァーの友人カイルであった。ゾンビ化したカイルは軍用車に突撃して防弾ガラスを突き破るが、サラに脳天を撃ち抜かれ活動を終えた。車を捨てて基地に避難するも、ゾンビ化したバドが叫んだ。そこでもゾンビの大群に襲われてしまう。分断されたバドはゾンビたちの中に残され、サラたちは地下室へと逃げ込んだ。そこで一行はローガンを発見・捕虜にする。更にエンゲル博士なる人物が新型ウイルスの研究をし、変異体を生み出して感染してしまったという内容のビデオが発見される。元々は敵兵を6、7時間ほど麻痺させて動けなくするというウイルス兵器を造っていたという。ローガンもまたウイルス兵器の製造に関わっており、政府の指示によりエンゲル博士たちと連絡を取っていた。そこへゾンビ化したエンゲル博士が現れ、交戦。だがエンゲル博士は銃弾を避けながら天井へと逃げ込み、死角からローガンを捕らえて喰い殺してしまう。生前は天才的な頭脳を持っていたエンゲル博士は、ゾンビ化した今でもその頭脳は健在だった。
サラザールが言うには、この基地は冷戦時代にはミサイル基地として存在していたという。ミサイルの発射口から脱出を目指す一行だが、そこへエンゲル博士率いるゾンビ軍団が襲来。突然襲われたサラザールはサラに逃げるように告げ、独り奮戦した。逃げ込んだ先でサラ、トレヴァー、ニーナはロケットとその燃料を発見。これを利用して巨大な火炎放射器を作り、ゾンビたちを一網打尽する作戦を開始する。囮になったサラはゾンビたちを挑発するが、直後、天井から現れたエンゲル博士に捕まってしまう。絶体絶命のピンチを救ったのは、ゾンビたちの中に混じっていたバドであった。バドから銃を向けられたエンゲル博士は激昂して襲い掛かり、バドの首を引き千切ってしまう。その間に逃げたサラはエンゲル博士たちを引き寄せ、間一髪のところで極大火炎放射によって焼き払った。
夜が明け、朝がきた頃。3人は基地から脱出し、車に乗り込んで故郷を後にしようとする。その時、基地からサラザールが飛び出した。彼は孤軍奮闘しゾンビの群れから逃れていた。サラは抱擁で彼を迎え、4人は再び車を走らせた。

## 登場人物
役名、俳優、日本語吹替。
サラ＝クロス伍長 - ミーナ・スヴァーリ（中村千絵）
本作のヒロインにして主人公。弟とはあまり仲が良くない。生まれ故郷を「封鎖する」という演習に参加したところ、母親の容体が悪いため病院へ付き添うことに。
その後、バイオハザードの発生により上司ローズが死亡。生き残った部下のバドとサラザールと協力し、町からの脱出を決行する。
クライマックスではエンゲル博士に捕まり追いつめられるが、ゾンビ化したバドの助けもあって窮地を脱出した。
ローズ大尉 - ヴィング・レイムス（宝亀克寿）
サラの上司。演習中にパインバレー病院の医師と連絡が取れなくなったと聞き、病院にてサラと合流する。直後、サラたちが保管室へ逃げるうちにゾンビの群れに襲われて死亡するが、ゾンビ化して復活。サラを喰らおうと執拗に追いかけ、その末にバドの手の一部を食いちぎる。直後、サラザールによって射殺された。
『死霊のえじき』とはキャラクターが異なり、早い段階で退場している。
サラザール - ニック・キャノン（加藤将之）
元ギャングの黒人でサラの部下。現在は兵士となっており今回の演習にバドと共に参加していたところ、ゾンビの発生に巻き込まれサラと共闘することに。
皮肉屋で攻撃的な性格だがサラには基本的に優しく、彼女の危機を幾度も救っている。バドのことは「ボケ新兵」「マヌケ」とバカにし、ローズに噛まれた時も迷いなく射殺しようとしたが、サラに止められた後は「諦めるなよ」と励ましている。バドがゾンビ化した後も相変わらずバカにしているが、威嚇されると口を噤んでしまう。
最終盤でゾンビの大群に襲われてしまい、サラに逃げるように叫び、ゾンビの群れの中へと消えていった。
バド・クレイン - スターク・サンズ（三浦圭介）
サラに一目惚れした新兵。気が弱くドン臭いためサラザールからバカにされている。しかし、いざ戦いの時はサラザールと絶妙なコンビネーションでゾンビを次々と倒すなど勇敢な面を見せたこともあり、自分を突き飛ばしたローガン博士に対して怒ったこともある。
ダクトの蓋を閉める時にゾンビ化したローズに噛まれてしまい、サラザールに射殺されそうになった所をサラに庇われる。その後、銃の弾薬の補充が終わったサラとサラザールが戻ってきた時には既にゾンビ化していたが「菜食主義」「バドの意志が強く残っている」ことから一行に襲い掛かることはなかった。
ゾンビ化後は威嚇をするようになる他、怯える仕草を見せたことや他のゾンビの様子を窺ったこともある。また、ゾンビの群れの声に反応して叫んだこともあり、この時はサラたちを危険な目に遭わせてしまった。
クライマックスではエンゲル博士に捕まったサラを助けようと銃を乱射し、そのことで怒りを買ったエンゲル博士によって首を引き千切られてしまった。だがこれによりサラは窮地を脱し、ゾンビたちを一掃する作戦を成功させたのだった。
トレヴァー - マイケル・ウェルチ（河野裕）
サラの弟。良くも悪くも今風の若者であり、恋人に優しく、自分にも優しい。姉とはあまり仲が良くない。
かつては姉と一緒に自転車屋を開くことを夢にしていたが、サラは軍属となり、自身は夢ばかり見て行動を起こそうとはしなかった。そのことからサラを裏切り者と見て根に持っており、口論したこともある。
ニーナ - アナリン・マッコード（小宮山絵理）
トレヴァーの恋人。感情豊かで悪戯好きだが、弱気になるととことん悲観的になる。
バイオハザード発生当初はトレヴァーに支えられながら逃げ続けていたが、中盤にて吹っ切れ、サラにも劣らない闘志を見せるようになった。
サラの母 - リンダ・マーロウ（田村マミ）
サラとトレヴァーの母親。風邪と似た症状の伝染病を患い寝込んでいる。
サラたちに付き添われてパインバレー病院を訪れるが、他の感染者と同様にゾンビ化してしまう。街中を彷徨っていたところ、助けを求めるトレヴァーの無線を聞き、現場へと向かった。
母が生きていたと思い駆け寄るトレヴァーに対し、喰らい付こうとしたが、車で突っ込んできたサラによって轢き殺された。
ライトナー - ロバート・レイズ（立花有悟）
サラたちの知り合い。息子の容態が悪いので町の外にある病院で診てもらおうとしていたが、兵士たちによって追い返される。
その夜、バイオハザードの発生とほぼ同時に息子が死亡。妻と共にDJポールのもとへ逃げ込んだところ、トレヴァーとニーナの2人と合流する。
妻が感染者だとわかっても最期まで側にいるつもりだったが、それを口にした直後、ゾンビ化した妻によって喰い殺されてしまった。
ライトナー夫人 - クリスタ・キャンベル（宇乃音亜季）
同じくサラたちの知り合い。ライトナーと比べると大人しい性格。
夫と共にポールの家に逃げ込んだところ、自身が感染者だと気づいてしまう。夫は最期まで側にいると言ってくれたが、それを口にした直後、ウイルスによって妻はゾンビ化して夫を喰い殺した。その後、ニーナとトレヴァーに襲い掛かるが二人の機転によって二階から転落してしまい、サラとサラザールによって射殺された。
ポール - イアン・マクニース（間宮康弘）
物凄い肥満体型の中年DJ。実は無免許。ダイエットに挑戦したが失敗したという。
バイオハザードが発生するとすぐに異常を感じ取り、家の中に引きこもっていた。トレヴァーとニーナ、ライトナー夫妻を匿う。
その後、ウイルスによってゾンビ化しかけたところ、ニーナによって脳天を貫かれて殺された。
Dr.ローガン - マット・リッピー（松田健一郎）
パインバレー病院を訪れていた研究者。理知的な振る舞いの男性だが、本性は卑劣な卑怯者。自分も銃を使った経験があるとサラに銃を求めたが、バドを突き飛ばして保管室へ逃げたことで信用を失っていたため相手にされなかった。
サラ、バド、サラザールたちがゾンビと奮闘する中、自分だけ車に乗って逃げ出した。この際、女性から助けを求められたが邪魔者扱いして突き飛ばしている。
その後は基地の地下に隠れ潜んでいたが、サラたちに見つかって捕虜にされる。と同時にエンゲル博士が遺したビデオが見つかったことで、今回の騒動の一因であることが判明する。
ウイルスの正体は「ローガンたちが生物兵器として生み出したウイルスの突然変異」であり、不幸な事故から町中に広まってしまったという。最期は天井に潜んでいたエンゲル博士（ゾンビ）に捕まり、悲鳴を上げる間もなく喰い殺された。
Dr.エンゲル - パット・キルベイン
ローガンの同士で天才的な頭脳を持った研究者。今回の騒動の原因となった人物でもある。
新型ウイルスを生み出したところ、その変異体に感染してしまう。ゾンビ化後も知性は残っており、銃弾を躱したり、死角から襲い掛かったり、ゾンビ化したバドの首を引き千切ったりと厄介な動きを見せる。
基地の地下を彷徨っていたところサラたちと遭遇し、襲い掛かるが退けられる。以後は天井から奇襲をかけるというやり方でローガンを喰い殺し、サラを羽交い絞めにして追い詰めた。だがゾンビ化したバドに銃を乱射されたことによって怒りを買ってしまう。これがサラを逃がす原因を作ってしまい、最期はガスを利用した極大火炎放射によってゾンビたち諸共消し炭となった。ストーリー的には最後に戦ったゾンビとなった（ただしゾンビの生き残りはいる）。

## スタッフ
- 監督：スティーヴ・マイナー
- 原案：ジョージ・A・ロメロ
- 撮影：パトリック・ケイディ
- 美術：カルロス・ダ・シルヴァ
- 特撮：ニコライ・ガシェフ
- 字幕翻訳：岡田壮平
- 吹替翻訳：中井真理
- 日本語版演出：春日一伸